# José Antonio Caro Díaz
José Antonio Caro Díaz (nascut el 3 de maig de 1994), conegut a vegades com a Churripi, és un futbolista professional espanyol que juga com a porter a la UD Las Palmas.

## Carrera de club

### Sevilla
Nascut a La Palma del Condado, província de Huelva, Andalusia, Caro va jugar al futbol base del Sevilla FC. Va fer el seu debut com a sènior amb l'equip C el 23 de setembre de 2012, com a titular, en una victòria fora de casa per 1-0 a Tercera Divisió contra el CA Antoniano.
Caro va aparèixer per primera vegada al filial el 14 de setembre de 2014, jugant els 90 minuts complets en una victòria a casa per 1-0 sobre el CD El Palo a la Segona Divisió B. L'11 de novembre va signar un nou contracte amb el club, vigent fins al 2016.
El 26 d'abril de 2016, Caro va ampliar encara més el seu contracte, signant fins al 2017. El 26 de juny, durant la final del play-off contra el Lleida Esportiu, va convertir el penal decisiu a la tanda de penals mercès a la qual el seu equip aconseguia l'ascens a Segona Divisió.
Caro va fer el seu debut com a professional el 2 de setembre de 2016, com a titular en un empat a casa amb l'UCAM Murcia CF. Titular habitual durant la temporada, va perdre la seva posició davant Juan Soriano la campanya següent, ja que aquest va acabar en descens.

### Valladolid
El 28 de juliol de 2018, Caro va signar un contracte de tres anys amb el Real Valladolid de la primera divisió, i va ser cedit immediatament a l'Albacete Balompié de la segona divisió per un any. El 16 d'agost de l'any següent es va traslladar a la SD Ponferradina també en un contracte temporal.
Caro va compartir titularitat amb Manu García durant la seva estada a l'Estadio El Toralín sent reclamat pel Valladolid el 12 de gener de 2020. Va debutar a la primera categoria espanyola el 20 de juny, en una derrota per 1-0 contra l'Atlètic de Madrid.
El 22 d'agost de 2020, Caro va tornar a la Ponferradina cedit per a la temporada.

### Burgos
Un any després, es va incorporar al Burgos CF de la mateixa lliga també cedit. El 13 de juliol de l'any següent, va acceptar un contracte permanent de dos anys com a agent lliure.
Caro va ser nomenat Jugador del Mes del setembre del 2022, després de no haver rebut cap gol en els primers set partits.

### Cadis CF
El 6 de juliol de 2024, Caro va signar un contracte de dos anys amb el Cadis CF, acabat de descendir a segona divisió.

## Palmarès
Individual
- Jugador del mes de segona divisió: Setembre 2022[17]